# ギレルモ・リゴンドウ
ギレルモ・リゴンドウ（Guillermo Rigondeaux、1980年9月30日 - ）は、キューバのプロボクサー。元WBAスーパー・WBO世界スーパーバンタム級統一王者。元WBA世界バンタム級王者。世界2階級制覇王者。
ギジェルモ・リゴンドーと表記されることもある。

## 来歴
リゴンドウはキューバから亡命したことでキューバ革命の闘士であった父親からは勘当され、ハバナに残してきた妻と子供は24時間体制でキューバ政府の監視下に置かれることになった。現在のトレーナーはホルヘ・ルビオ。過去にはイスマエル・サラス、ロニー･シールズやフレディ・ローチやペドロ･ディアスだったことがあるがいずれも短期間で解雇している。
オリンピックで獲得した2つの金メダルは溶解して金歯を作成、普段から装着していると自身で語っていたが、来日時に「あくまでもジョークだね。オリンピックの金メダルは薄いので、歯を埋められるほどの金ではないよ」と明かした。

### アマチュア時代
2000年、オーストラリアのシドニーで開催されたシドニーオリンピックにバンタム級（54kg）で出場、2回戦で辻本和正を破り金メダルを獲得した。
2001年6月、北アイルランドのベルファストで開催された世界ボクシング選手権にバンタム級（54kg）で出場、1回戦で辻本和正を破り金メダルを獲得した。
2003年7月、タイのバンコクで開催された世界ボクシング選手権にバンタム級（54kg）で出場するが2回戦で敗退した。
2003年8月、ドミニカ共和国のサントドミンゴで開催されたパンアメリカン競技大会にバンタム級（54kg）で出場、1回戦でアルヘニス・メンデス、決勝でアブネル・マレスを破り優勝した。
2004年8月、ギリシャのアテネで開催されたアテネオリンピックにバンタム級（54kg）で出場し金メダルを獲得した。
2005年11月、中華人民共和国の綿陽市で開催された世界ボクシング選手権にバンタム級（54kg）で出場し金メダルを獲得した。
2007年7月、パンアメリカン大会出場のために訪れていたブラジルでエリスランディ・ララとともに亡命未遂事件を起こし、以降はキューバ代表の座から外されたため、2008年の北京オリンピック出場はできなかった。
アマ戦績は243勝4敗や400戦以上12敗などいくつかの説がある。

### プロ時代
2007年3月20日、現在もマネージャーを務めているゲーリー・ハイドがキューバボクサーについて執筆しているライターになりすましてキューバに入国。リゴンドウとの接触に成功しマネージャー契約を交わす。ハイドは同時にマイク・ペレスとも契約を交わした。
マイク･ペレスはハイドが手配した亡命業者を使ってキューバからの脱国に成功したが、脱国時にいくつかの問題が起こったことでリゴンドウはハイドに不信感を抱き、別ルートでの亡命を模索するようになった。
2007年7月下旬、パンアメリカン大会出場のために訪れていたブラジルでエリスランディ・ララと共に深夜に選手村から抜け出し亡命を図ったが失敗し、同年8月2日に身柄を確保されキューバへ強制送還された。
帰国後、亡命に失敗したリゴンドウに厳しい処分が下された。金メダル獲得時に贈られた車を政府に没収され、当局から監視されるようになった。友人や仲間の選手からも避けられるようになり、キューバ代表の座からも外されたリゴンドウは塞ぎ込み、自宅のバルコニーでタバコとビールを立て続けに呷りながら車や人々が行き交う通りを眺める日々を送るようになった。
2009年2月23日、ユデル・ジョンソン、ヨルダニス・デスパイネ、ユニエル・ドルティコスと共にハイドが手配した亡命業者の高速ボートでカンクンにたどり着き、そこから国境を越えアメリカ合衆国フロリダ州マイアミに亡命し、アリーナ・ボックス・プロモーションと契約した。
2009年5月22日、マイアミビーチでフアン・ノリエガと対戦し、3回1分9秒TKO勝ちを収めデビュー戦を白星で飾った。
2009年9月18日、マイアミビーチでジョバンニ・アンドラーデとNABA北米スーパーバンタム級王座決定戦を行い、3回2分53秒TKO勝ちを収め王座獲得に成功した。
2010年11月13日、アーリントンのカウボーイズ・スタジアムにてマニー・パッキャオ対アントニオ・マルガリートの前座で、元WBA世界スーパーバンタム級レギュラー王者でWBA世界スーパーバンタム級3位のリカルド・コルドバとWBA世界スーパーバンタム級暫定王座決定戦を行い、12回2-1（117-109、114-112、112-114）の判定勝ちを収めプロ7戦目にして世界王座獲得に成功した。
2011年3月19日、ダブリンのシティーウェスト・ホテルでWBA世界スーパーバンタム級11位のウィリー・ケーシーと対戦し、初回2分38秒TKO勝ちを収め初防衛に成功した。防衛後地元テレビ局RTEは、リゴンドウの強烈な連打を津波と表現した。
2012年1月20日、ラスベガスのパームスでWBA世界スーパーバンタム級正規王者リコ・ラモス（アメリカ）と団体内王座統一戦を行い、6回1分29秒KO勝ちを収め団体内王座統一（記録上は暫定王座の2度目の防衛）に成功した。この試合でリゴンドウは56,000ドル（560万円）のファイトマネーを稼いだ。
この試合後、リゴンドウはノニト・ドネアへの対戦要求を繰り返した。同年2月4日にアラモドームでノニト・ドネアとウィルフレド・バスケス・ジュニアとの試合を会場で観戦したが、中継局のHBOとドネア、そのプロモーターであるボブ・アラムに完全に無視されたことで激昂し、勝利者インタビューで会場にいるリゴンドウに言及しなかったHBOのベテラン解説者ラリー・マーチャントにも侮蔑の念を表明した。マーチャントはこれについて意見を求められると、「誰だって?　勘弁してくれ」と言い放ち、リゴンドウが米国にファン層を持たないことなどを理由にその時点でのドネア対リゴンドウの需要のなさを強調、そのためリゴンドウは方向転換を余儀なくされた。
2012年6月9日、MGMグランド・ガーデン・アリーナでマニー・パッキャオ対ティモシー・ブラッドリーの前座でWBA世界スーパーバンタム級14位のテオン・ケネディ（アメリカ）と対戦し、5回1分11秒TKO勝ちを収め3度目の防衛に成功した。
2012年9月15日、トーマス&マック・センターで、フリオ・セサール・チャベス・ジュニア対セルヒオ・マルチネスの前座でWBA世界スーパーバンタム級15位のロバート・マロキン（アメリカ）と対戦し、12回3-0（118-108×2、118－109）の判定勝ちを収め、4度目の防衛に成功した。この試合でリゴンドウは15万ドル（1500万円）のファイトマネーを稼いだ。
2012年12月15日、テキサス州ヒューストンのトヨタセンターで、ノニト・ドネア対ホルヘ・アルセの前座で元WBA世界スーパーバンタム級レギュラー王者のプーンサワット・クラティンデーンジム（タイ）と対戦予定だったが、試合2日前の予備検診で行われた血液検査でプーンサワットにHIVの陽性反応があり、テキサス州コミッションがプーンサワットのライセンス発行を拒否した為、試合は中止になった。タイに帰国後、プーンサワットはHIVではなくサラセミアと判明するが、この試合が中止になったのを機に引退を表明した。
2013年4月13日、ニューヨーク・マンハッタンのラジオシティ・ミュージックホールでWBO世界スーパーバンタム級王者のノニト・ドネアと王座統一戦を行い、10回にダウンを奪われるも12回3-0（116-111、115-112、114-113）の判定勝ちを収めWBA王座の5度目の防衛、WBO王座とリングマガジン王座の獲得に成功した。この試合でリゴンドウは75万ドル(7500万円)のファイトマネーを稼いだ。
2013年7月上旬、プロモーターのボブ・アラムが、これまで何度もリゴンドウの試合を放送しておりドネアとの試合も放送したテレビ局のHBOが、リゴンドウのファイトスタイルはエキサイティングでないとして、今後リゴンドウの試合放送を見合わせる方針を打ち出したことを「私がリゴンドウの事を口にするたびにHBOの連中は嘔吐するんだ」との言葉を交えて報道陣に伝えた。この決定について関係者やファンの間で賛否両論が巻き起こったが、リゴンドウに敗れたドネアは「俺もテレビ放送してもらうためにファイトスタイルを変えなければならなかった。ノックアウトするようになってからようやくHBOで放送してもらえるようになったんだ、リゴンドウはこのスポーツがエンターテイメントだということを理解する必要があるね」と話し、HBOのベテラン解説者のラリー・マーチャントも「リゴンドウは美しいボクサーだよ、だけどこれはプロボクシングなんだ、そしてプロボクシングはエンターテイメントなんだよ。(観客と視聴者に)また試合を見たいと思わせなければだめなんだ」と両者ともにHBOの決定を支持した。
2013年8月7日、HBOが『チャンピオンたちの夕食会』と題した食事会を主催、HBOが試合を放送している選手ファン・マヌエル・マルケス、ゲンナジー・ゴロフキン、ミゲル・アンヘル・ガルシア、ユリオルキス・ガンボア、マイク・アルバラード、アドニス・ステベンソン、ルスラン・プロボドニコフ、テレンス・クロフォード、ノニト・ドネアが招待されたが、リゴンドウはノニト・ドネアに勝利しWBA・WBO統一王者となったのにもかかわらず招待されなかった。
2013年8月16日、リゴンドウは「ボブ・アラムとトップランクは『リゴンドウをスーパースターにするにはカストロにプロモートさせる必要がある』や『リゴンドウの名前を聞くとHBOの連中は嘔吐する』とかの悪趣味なジョークを言っており、俺への尊敬が足りない。イライラする。HBOは最近（食事会を開いて）全てのチャンピオンたちに敬意を表したけど俺は招待すらされなかった。彼らは試合を組む組むと言っておきながらその約束を忘れる。すべての面で尊敬が足りない。俺をきちんとプロモートするか契約を破棄するかどちらか決めて欲しい、とにかくこれ以上の軽蔑は受け入れがたいんだ。アラムが選手を平等に扱っていないことは疑いようがないのだから。」と胸の内を明かした。
2013年12月7日、ニュージャージー州アトランティックシティのボードウォーク・ホール・ダンスホールで元IBF世界バンタム級王者でWBA世界スーパーバンタム級12位のジョゼフ・アグベコ（ガーナ）と対戦し、12回3-0（3者とも120-108）の判定勝ちを収め、WBA王座の6度目、WBO王座の初防衛に成功した。試合後にドネアとの再戦について聞かれ「ドネアは貧弱な男だよ。俺にやられてトラウマになってしまっているようだ。またやられたいなら、やられに来いと伝えておいてくれ。俺がナンバーワンなんだ。」とドネアを挑発した。HBOがボクシングアフターダークの枠で中継したこの試合は55万人が視聴したが、メインイベントとしては1996年の番組開始以来最低の視聴者数となった。
2014年7月19日、マカオにあるザ・ベネチアン・マカオ内コタイ・アリーナで鄒市明対ルイス・デ・ラ・ロサの前座でWBA世界スーパーバンタム級8位でWBO世界スーパーバンタム級5位のソッド・ゴーキャットジム（タイ）と対戦し、初回1分44秒KO勝ちを収めWBA王座の7度目、WBO王座の2度目の防衛に成功した。当初はジョナサン・グスマンと対戦する予定だったがファイトマネーで折り合いがつかずに交渉は決裂しソッドとの対戦に変わった。リゴンドウはソッド戦を持ってプロモーターのトップランクと契約が満了。無敗でありリングマガジン選定のパウンド・フォー・パウンドランキングでも7位にランクインしていたが、トップランクが契約延長を拒んだことで、リゴンドウは新たなプロモーターを探すことになった。
2014年12月31日、大阪府大阪市浪速区の大阪府立体育会館でWBA世界スーパーバンタム級10位でWBO世界スーパーバンタム級6位の天笠尚（山上）と対戦。序盤から試合を支配し5回に攻勢をかけるが凌がれると、7回に2度のダウンを奪われKO負け寸前まで追い詰められ一気に劣勢を強いられる。しかし、直ぐに立て直して攻勢に転じ天笠にダメージを蓄積させ、10回にダウンを奪い返し、11回終了後のインターバルで天笠の左頬の腫れが酷く天笠陣営が棄権を申し出た為、WBA王座の8度目、WBO王座の3度目の防衛に成功した。なお、リゴンドウは減量の必要が無かったため、試合直前にもかかわらず、ホテルで肉やサラダ、デザート、アイス、コーラなど好きなだけ飲み食いする余裕を見せていた。また、身長は168cmとされていたが、実際には161.5cmだった事が判明した。
2015年4月14日、WBA世界スーパーバンタム級王者スコット・クィッグとの対戦の話が持ち上がるが、クィッグのプロモーターのエディー・ハーンがリゴンドウはボクシングファン以外には人気が無いから金にならないとして消滅した。
2015年7月13日、WBO世界フェザー級王者のワシル・ロマチェンコとの対戦の話が持ち上がるが、リゴンドウが124ポンドのキャッチウェイトでの対戦を要求したことや、リゴンドウ側のマネジメント問題が浮上し消滅した。
2015年10月28日、WBOはリゴンドウが2014年12月31日の天笠戦以来一度も防衛戦を行っておらず不活動状態が続いている為、WBO世界スーパーバンタム級王座を剥奪した。
2015年10月30日、リゴンドウは同年12月4日にセサール・セダとの対戦を決めるがWBAはセダを防衛戦の相手として認めず、WBAはWBOから王座を剥奪され統一王者ではなくなったリゴンドウに対し、2016年5月1日までにWBA世界スーパーバンタム級正規王者と対戦することを条件に休養王座に認定した。
2015年11月14日、ジェイ・Z率いる新興プロモーターのロック・ネイション・スポーツと契約した事を発表し、同月21日にドリアン・フランシスコと対戦することが急遽決まった。
2015年11月21日、マンダレイ・ベイ・イベント・センターで、ミゲール・コットvsサウル・アルバレスの前座で元WBA世界スーパーフライ級暫定王者のドリアン・フランシスコ（フィリピン）とスーパーバンタム級契約10回戦で対戦し、10回3-0の判定で勝ちを収めた。しかし試合内容が酷かったためアメリカメディアの中では「もうリゴンドウはアメリカで試合をすることはないはずだ」と酷評された。
2016年3月12日、イギリスのリバプールのエコー・アリーナ・リヴァプールでジェームス・ディケンズとスーパーバンタム級10回戦を行う予定だったが 、プロモーターのミスで入国ビザの取得が出来ず中止となった。
2016年7月16日、カーディフのアイス・アリーナ・ウェールズでWBA世界スーパーバンタム級10位のジェームス・ディケンズと対戦し、2回終了時にディケンズが顎を骨折した為棄権し、9度目の防衛に成功した。
2017年2月2日、同月25日にテキサス州フリスコのフォード・センター・アット・ザ ・スターでWBA世界スーパーバンタム級暫定王者でIBO世界スーパーバンタム級王者のモイセス・フローレスと王座統一戦を行う予定だったが、メインイベントとして組まれていたミゲール・コット対ジェームス・カークランド戦がカークランドの鼻の負傷で中止になったことに伴いリゴンドウ対フローレス戦も中止となった。
2017年6月17日、マンダレイ・ベイ・イベント・センターにてアンドレ・ウォード対セルゲイ・コバレフ第2戦の前座でWBA世界スーパーバンタム級暫定王者でIBO世界スーパーバンタム級王者のモイセス・フローレスと王座統一戦を行い、初回終了のゴングが鳴った間際に放ったリゴンドウの左フックでフローレスが大の字になってダウン。しかしこの左フックはゴングが鳴った後の反則打ではないかとレフェリーのビック・ドラクリッチとネバダ州アスレチック・コミッションのエグゼクティブ・ディレクター、ボブ・ベネットがリングサイドで音声の無い映像を見て協議をした結果、HBOの制作スタッフから『リゴンドウのパンチはゴングが鳴る前に決まった』と聞いた事が決め手になり、ドラクリッチがパンチはゴング前に決まったものと裁定を下し、リゴンドウはKO勝ちを収め王座統一に成功、WBA王座の10度目の防衛、IBO王座の獲得に成功した。この試合でリゴンドウは12万ドル（約1300万円）、フローレスは2万5千ドル（約260万円）のファイトマネーを稼いだ。
2017年6月26日、リゴンドウ対フローレス戦を管轄したNSACは会合を開き、満場一致で試合結果をリゴンドウの初回終了時KO勝ちから無効試合に変更すると決定した。試合の映像と音声を検証したNSACはリゴンドウを勝利に導いた左パンチは初回終了を告げるゴングの後に放たれたものであるとの結論に達したが、「パンチは意識的に放ったものではなく、攻防の流れの中で繰り出したもの」というビック・ドラクリッチの証言を重視し、リゴンドウの反則負けにはならなかった。
2017年12月9日、マディソン・スクエア・ガーデン・シアターで2階級上のWBO世界スーパーフェザー級王者のワシル・ロマチェンコに挑戦者として対戦したが、6回終了時に棄権した為プロ初黒星を喫して2階級制覇は出来なかった。WBA世界スーパーバンタム級スーパー王座を返上しないままの挑戦となり、WBAはこの試合を特別承認したもののリゴンドウが敗れた場合は同王座を剥奪するとの警告を出していたが 、12月31日にWBAは警告通りにリゴンドウからWBA世界スーパーバンタム級スーパー王座を剥奪すると共にリゴンドウをランキングから除外した。
2018年8月1日、ロック・ネイション・スポーツと契約が1年残っていたが、話し合いの結果、両者納得の上でリゴンドウは同プロモーションを離脱した。
2018年10月24日、アル・ヘイモンと契約しTGBプロモーションズに移籍した。
2019年1月13日、ロサンゼルスのマイクロソフト・シアターにてジョバンニ・デルガドと対戦し、初回2分59秒KO勝ちを収めた。当初はダニエル・ロサスとの対戦が予定されていたが、ビザの取得が出来ず入国が出来なかった為、デルガドに変更となっていた。この試合でリゴンドウは25,000ドル（約270万円）、デルガドは14,500ドル（約160万円）のファイトマネーを得た。
2019年6月23日、マンダレイ・ベイ・イベント・センターにてジャーメル・チャーロVSホルヘ・コタの前座で元WBC世界スーパーバンタム級王者でWBC世界スーパーバンタム級1位のフリオ・セハとWBC世界スーパーバンタム級挑戦者決定戦を行い、8回TKO勝ちを収めた。7回までのジャッジ3者の判定は65-68、65-68、66-67でリゴンドウが負けていた。
2020年2月8日、ペンシルバニア州アレンタウンのPLLセンターにてゲーリー・ラッセル・ジュニアVSツグスソグ・ニヤンバヤルの前座でWBA世界バンタム級1位のリボリオ・ソリスとWBA世界バンタム級レギュラー王座決定戦を行い、ともに決め手を欠く展開ながら7回にダウンを奪ったリゴンドウが12回2-1（116-111、115-112、112-115）の判定勝ちを収め、WBAレギュラー王座獲得に成功し、2階級制覇を達成した。
2020年7月23日、所属するプレミア・ボクシング・チャンピオンズの2020年下半期の試合予定が一斉に発表されたが、リゴンドウの試合が組まれなかったことについて、リゴンドウは「以前の階級で誰も私と対戦したくなかったようなことがバンタム級でも再び起こるのではないかと恐れている、バンタム級で私と対戦を望む選手がいないのであればスーパーバンタム級に階級を上げることも検討する」とコメントした。
2021年4月15日、プレミア・ボクシング・チャンピオンズとShowtimeが、WBA世界バンタム級レギュラー王者ギレルモ・リゴンドウとWBO世界バンタム級王者ジョンリル・カシメロが8月14日に対戦することを発表した。しかし、2021年6月19日、WBAスーパー・IBF世界バンタム級王者井上尚弥の防衛戦前にカシメロの相手がWBC王者ノニト・ドネアに変更になったことが明らかにされ、結果的にリゴンドウがドネアに試合を譲る形となった。しかし、その発表からわずか6日後の26日にドネア陣営が、カシメロ陣営がVADA（ボランティア・アンチドーピング協会）への書類提出が5日間遅れた事（ただしこれはあくまでドネア陣営の主張であり、VADAは6月25日にカシメロ陣営に正式に連絡を取って、翌26日の午後早くにはカシメロ陣営から登録書類を受け取り、その数時間後には検査プログラムに登録が完了（契約の登録期限は6月27日まで）したと確認している）や、ドネアのマネジャーでもあるレイチェル夫人への無礼な態度を問題視し統一戦をキャンセルすると発表、このため当初の予定通りリゴンドウ対カシメロが行われることになった。
2021年8月14日、カリフォルニア州カーソンのディグニティ・ヘルス・スポーツ・パーク・テニスコートでWBO世界バンタム級王者のジョンリル・カシメロと対戦するも、12回1-2(115-113、112-116、111-117)の判定負けを喫した。この試合はWBOがWBA王者は最上位になるスーパー王者しか認めていないため統一戦として認めず、カシメロのWBO王座に挑戦するタイトルマッチとして行われ、またWBAはリングに上がった時点でリゴンドウからWBAレギュラー王座を剥奪した。この試合でカシメロは175,000ドル（約1950万円）、リゴンドウは20万ドル（約2200万円）のファイトマネーを稼いだ。
2022年2月ビンセント・アストロラビオとWBCインターナショナルバンタム級王座決定戦を行い負けを喫した。
2022年3月4日、調理中に圧力鍋が爆発し顔と体に大やけどを負い、視力を80％失う事故に見舞われた。最悪な事態も覚悟したが、治療の結果4月には左目が100％右目が50％ほどまで回復した。
2023年2月23日 復帰戦を行い勝利。
6月9日アメリカ、マイアミでの興行にて7回 ボディプローでKO勝利。
2024年11月12日、米国フロリダ州で行われたWBCインターナショナルスーパーバンタム級王座決定戦にて、1R 1分46秒ボディ一ストレートでKO勝利。試合後には「25年、ここアメリカのビッグイベントで井上尚弥との対戦を狙いたい」とコメントを残した。

## 戦績
- アマチュアボクシング：247戦 243勝 4敗
- プロボクシング：27戦 23勝 (16KO) 3敗 1無効試合

| 戦           | 日付           | 勝敗 | 時間     | 内容    | 対戦相手                             | 国籍           | 備考                                                                                             |
| ------------ | -------------- | ---- | -------- | ------- | ------------------------------------ | -------------- | ------------------------------------------------------------------------------------------------ |
| 1            | 2009年5月22日  | ☆    | 3R 1:09  | TKO     | フアン・ノリエガ                     | アメリカ合衆国 | プロデビュー戦                                                                                   |
| 2            | 2009年7月17日  | ☆    | 1R 2:57  | TKO     | ロバート・ギーエン                   | アメリカ合衆国 |                                                                                                  |
| 3            | 2009年9月18日  | ☆    | 3R 2:53  | TKO     | ジョバンニ・アンドラージ             | ブラジル       | NABA北米スーパーバンタム級王座決定戦                                                             |
| 4            | 2009年12月16日 | ☆    | 8R       | 判定3-0 | ランテ・アディー                     | ガーナ         |                                                                                                  |
| 5            | 2010年2月5日   | ☆    | 1R 0:28  | KO      | アドルフォ・ランデロス               | メキシコ       |                                                                                                  |
| 6            | 2010年8月21日  | ☆    | 7R 0:10  | TKO     | ホセ・アンヘル・ベランサ             | メキシコ       |                                                                                                  |
| 7            | 2010年11月13日 | ☆    | 12R      | 判定2-1 | リカルド・コルドバ                   | パナマ         | WBA暫定世界スーパーバンタム級王座決定戦                                                          |
| 8            | 2011年3月19日  | ☆    | 1R 2:38  | TKO     | ウィリー・ケーシー                   | アイルランド   | WBA暫定防衛1                                                                                     |
| 9            | 2012年1月22日  | ☆    | 6R 1:29  | KO      | リコ・ラモス                         | アメリカ合衆国 | WBA世界スーパーバンタム級王座統一戦 WBA暫定防衛2→正規王座に認定                                  |
| 10           | 2012年6月9日   | ☆    | 5R 1:11  | TKO     | テオン・ケネディ                     | アメリカ合衆国 | WBA防衛3                                                                                         |
| 11           | 2012年9月15日  | ☆    | 12R      | 判定3-0 | ロバート・マロキン                   | アメリカ合衆国 | WBA防衛4                                                                                         |
| 12           | 2013年4月13日  | ☆    | 12R      | 判定3-0 | ノニト・ドネア                       | フィリピン     | WBA・WBO世界スーパーバンタム級王座統一戦 WBA防衛5→スーパー王座に認定 WBO・リングマガジン王座獲得 |
| 13           | 2013年12月7日  | ☆    | 12R      | 判定3-0 | ジョゼフ・アグベコ                   | ガーナ         | WBA防衛6・WBO防衛1                                                                               |
| 14           | 2014年7月19日  | ☆    | 1R 1:44  | KO      | ソッド・ゴーキャットジム             | タイ           | WBA防衛7・WBO防衛2                                                                               |
| 15           | 2014年12月31日 | ☆    | 11R 終了 | TKO     | 天笠尚（山上）                       | 日本           | WBA防衛8・WBO防衛3→剥奪                                                                          |
| 16           | 2015年11月21日 | ☆    | 10R      | 判定3-0 | ドリアン・フランシスコ               | フィリピン     | WBCインターナショナルスーパーバンタム級シルバー王座決定戦                                        |
| 17           | 2016年7月16日  | ☆    | 2R 終了  | TKO     | ジェームス・ディケンズ               | イギリス       | WBA防衛9                                                                                         |
| 18           | 2017年6月17日  | ー   | 1R 3:00  | NC      | モイセス・フローレス                 | メキシコ       | WBA世界スーパーバンタム級王座統一戦 WBA防衛10→剥奪                                               |
| 19           | 2017年12月9日  | ★    | 6R 終了  | TKO     | ワシル・ロマチェンコ                 | ウクライナ     | WBO世界スーパーフェザー級タイトルマッチ                                                          |
| 20           | 2019年1月13日  | ☆    | 1R 2:59  | KO      | ジョバンニ・デルガド                 | メキシコ       |                                                                                                  |
| 21           | 2019年6月23日  | ☆    | 8R 2:59  | TKO     | フリオ・セハ                         | メキシコ       | WBC世界スーパーバンタム級挑戦者決定戦                                                            |
| 22           | 2020年2月8日   | ☆    | 12R      | 判定2-1 | リボリオ・ソリス                     | ベネズエラ     | WBA世界バンタム級王座決定戦→剥奪                                                                 |
| 23           | 2021年8月14日  | ★    | 12R      | 判定1-2 | ジョンリル・カシメロ                 | フィリピン     | WBO世界バンタム級タイトルマッチ                                                                  |
| 24           | 2022年2月26日  | ★    | 10R      | 判定0-3 | ビンセント・アストロラビオ           | フィリピン     | WBCインターナショナルバンタム級王座決定戦                                                        |
| 25           | 2023年2月24日  | ☆    | 1R 1:14  | KO      | ヘスス・マルティネス                 | コロンビア     |                                                                                                  |
| 26           | 2023年6月9日   | ☆    | 7R 2:43  | KO      | チャーリー・クレメンテ＝アンディーノ | プエルトリコ   |                                                                                                  |
| 27           | 2024年11月12日 | ☆    | 1R 1:46  | KO      | ダニス・アゲロ・アリアス             | ドミニカ共和国 | WBCインターナショナルスーパーバンタム級王座決定戦                                                |
| テンプレート |                |      |          |         |                                      |                |                                                                                                  |

## 獲得タイトル
アマチュア
- シドニーオリンピックバンタム級金メダル
- アテネオリンピックバンタム級金メダル

プロ
＜メジャー団体世界王座＞
- WBA世界スーパーバンタム級暫定王座（防衛2=正規王座に認定）
- WBA世界スーパーバンタム級王座 （防衛4=スーパー王座に認定）
- WBA世界スーパーバンタム級スーパー王座（防衛2=剥奪）
- WBO世界スーパーバンタム級王座（防衛3=剥奪）
- WBA世界バンタム級レギュラー王座 (防衛0=剥奪)
- リングマガジン世界スーパーバンタム級王座

＜地域王座＞
- NABA北米スーパーバンタム級王座
- WBCインターナショナルスーパーバンタム級シルバー王座
- WBCインターナショナルスーパーバンタム級王座

## 人物・エピソード
・パンアメリカン大会出場のために訪れていたブラジルでエリスランディ・ララと共に深夜に選手村から抜け出し亡命を図ったが失敗し、同年8月2日に身柄を確保されキューバへ強制送還された。
帰国後、亡命に失敗したリゴンドウに厳しい処分が下された。金メダル獲得時に贈られた車を政府に没収され、当局から監視されるようになった。友人や仲間の選手からも避けられるようになり、キューバ代表の座からも外されたリゴンドウは塞ぎ込み、自宅のバルコニーでタバコとビールを立て続けに呷りながら車や人々が行き交う通りを眺める日々を送るようになった。
2009年2月23日、ユデル・ジョンソン、ヨルダニス・デスパイネ、ユニエル・ドルティコスと共にハイドが手配した亡命業者の高速ボートでカンクンにたどり着き、そこから国境を越えアメリカ合衆国フロリダ州マイアミに亡命し、アリーナ・ボックス・プロモーションと契約した。
・自閉症を持った子供がおり、試合着に自閉症に関する文字を身に付け、試合することがある。
・サウスポースタイルからのシャープな右ジャブ、正確無比な左ストレートと瞬間移動のようなステップワークが武器だが、不意に貰ったパンチでダウンや大きくふらつく事があるなど打たれ脆い面も合わせもつ。